# Scepanotrocha
Scepanotrocha är ett släkte av hjuldjur. Scepanotrocha ingår i familjen Habrotrochidae.
Kladogram enligt Catalogue of Life:
| Scepanotrocha | \| \| Scepanotrocha corniculata \| \| \| \| \| \| Scepanotrocha delicata \| \| \| \| \| \| Scepanotrocha galeata \| \| \| \| \| \| Scepanotrocha haueri \| \| \| \| \| \| Scepanotrocha impexa \| \| \| \| \| \| Scepanotrocha parva \| \| \| \| \| \| Scepanotrocha rubra \| \| \| \| \| \| Scepanotrocha semitecta \| \| \| \| \| \| Scepanotrocha setifera \| \| \| \| \| \| Scepanotrocha simplex \| \| \| \| |
|               | \| \| Scepanotrocha corniculata \| \| \| \| \| \| Scepanotrocha delicata \| \| \| \| \| \| Scepanotrocha galeata \| \| \| \| \| \| Scepanotrocha haueri \| \| \| \| \| \| Scepanotrocha impexa \| \| \| \| \| \| Scepanotrocha parva \| \| \| \| \| \| Scepanotrocha rubra \| \| \| \| \| \| Scepanotrocha semitecta \| \| \| \| \| \| Scepanotrocha setifera \| \| \| \| \| \| Scepanotrocha simplex \| \| \| \| |
|               | Habrotrocha |
|               | |
|               | Otostephanos |
|               | |
|               | Scepanotrocha corniculata |
|               | |
|               | Scepanotrocha delicata |
|               | |
|               | Scepanotrocha galeata |
|               | |
|               | Scepanotrocha haueri |
|               | |
|               | Scepanotrocha impexa |
|               | |
|               | Scepanotrocha parva |
|               | |
|               | Scepanotrocha rubra |
|               | |
|               | Scepanotrocha semitecta |
|               | |
|               | Scepanotrocha setifera |
|               | |
|               | Scepanotrocha simplex |
|               | |

|  | Scepanotrocha corniculata |
|  |                           |
|  | Scepanotrocha delicata    |
|  |                           |
|  | Scepanotrocha galeata     |
|  |                           |
|  | Scepanotrocha haueri      |
|  |                           |
|  | Scepanotrocha impexa      |
|  |                           |
|  | Scepanotrocha parva       |
|  |                           |
|  | Scepanotrocha rubra       |
|  |                           |
|  | Scepanotrocha semitecta   |
|  |                           |
|  | Scepanotrocha setifera    |
|  |                           |
|  | Scepanotrocha simplex     |
|  |                           |